# Rhododendron pulchroides
Rhododendron pulchroides är en ljungväxtart som beskrevs av Woon Young Chun och W.P. Fang. Rhododendron pulchroides ingår i släktet rododendron, och familjen ljungväxter. Inga underarter finns listade i Catalogue of Life.